# معاملة المثليين في السويد
تتصف حقوق المثليات والمثليين ومزدوجي التوجه الجنسي والمتحولين جنسياً (اختصاراً: LGBT) في السويد بأنها من بين الأكثر تقدما في أوروبا وفي العالم. تم إلغاء تجريم المثلية الجنسية في عام 1944، والمساواة في سن الرضا في عام 1972. وقد تم إلغاء تصنيف المثلية الجنسية كمرض عقلي في عام 1979. كما أصبحت السويد أول بلد في العالم يسمح للأشخاص المتحولين جنسياً بتغيير جنسهم القانوني بعد الخضوع لجراحة إعادة تحديد الجنس في عام 1972 في حين تم إلغاء تصنيف التحول الجنسي كمرض. تم إلغاء التحول الجنسي كمرض عقلي في عام 2017، وتم تمرير التشريع الذي يسمح بتغيير الجنس بشكل قانوني دون اللجوء للهرمونات البديلة وجراحة إعادة تحديد الجنس في عام 2013. بعد السماح للأزواج من نفس الجنس بالتسجيل في شراكة مسجلة لها عديد المزايا المشابهة للزواج في عام 1995، أصبحت السويد الدولة السابعة في العالم تقنن زواج المثليين في عام 2009. جرى إقرار حظر على ممارسة التمييز على أساس التوجه الجنسي والهوية الجندرية والتعبير عنها منذ عام 1987. كما سمح القانون للأزواج من المثليين والمثليات بالتبني منذ عام 2003، كما سمح للزوجات والشريكات المثليات بالحصول على طفل الأنبوب وتقنيات التلقيح بالمساعدة الطبية وتقنيات التلقيح الإصطناعي منذ عام 2005. تعتبر السويد واحدة من أكثر الدول الليبرالية الاجتماعية في أوروبا والعالم، مع إشارة استطلاعات الرأي الأخيرة إلى أن الغالبية العظمى من السويديين يدعمون حقوق المثليات والمثليين ومزدوجي الميول الجنسية والمتحولين جنسيا ويدعمون زواج المثليين.

## قانونية النشاط الجنسي من نفس الجنس
قامت السويد بتشريع وتقنين (إلغاء تجريم) النشاط الجنسي من نفس الجنس في عام 1944؛ وفي ذلك العام، بلغ سن الرشد 18 عاما تم خفضة إلى 15 ليتساوى مع سن الرشد في العلاقات المغايرة في عام 1972. وفي عام 1987، من أجل مكافحة انتشار فيروس نقص المناعة البشرية، أصدر البرلمان السويدي قانونا ضد ممارسة الجنس في حمامات السونا المثلية وقوانين ضد الدعارة، تم إلغاؤه في عام 2004. في عام 1972، أصبحت السويد أول دولة في العالم تسمح للمتحولين جنسياً بتغيير جنسهم قانونياً، وقدمت العلاج بالهرمونات المجانية. في أكتوبر/تشرين الأول 1979، انضمت السويد إلى عدد قليل من البلدان الأخرى في العالم في ذلك الوقت في إلغاء تصنيف المثلية الجنسية كمرض. كما تم إلغاء تصنيف التحول الجنسي كمرض في عام 2017.

## الاعتراف القانوني بالعلاقات المثلية

### الشراكة المسجلة
كان للأزواج من نفس الجنس في السويد الحق في تسجيل شراكاتهم منذ عام 1995 هذه الشراكات لديها جميع حقوق الزواج باستثناء «كما هو منصوص عليه في الأقسام 3-4» من القانون. كذلك، تنطبق جميع أحكام القانون أو أي تشريع آخر متعلق بالزواج أو الأزواج على الشراكات والشركاء المسجلين، باستثناء ما هو مذكور في الأقسام 3-4 (أي التبني وحق الزواج في كنيسة).
اعتبارًا من مايو 2009، بقيت الشراكات المسجلة النافذة معمولاً بها، ويمكن تحويلها إلى زواج إذا ما رغب طرفا الشراكة المسجلة في ذلك، إما عبر طلب خطي أو من خلال حفل رسمي. وأصبح من غير الممكن إبرام شراكات مسجلة جديدة بعد ذلك، وأصبح الزواج الشكل الوحيد من أشكال الاتحاد المُعترف به للأزواج بغض النظر عن الجنس.

### زواج المثليين
اعتبارا من 1 مايو 2009، أصبح الزواج بين شخصين من نفس الجنس قانونيا في السويد بعد تقرير حكومي نشر في مارس 2007، كتبه قاضي القضاة السابق «هانز ريغنر»، مقترحا أن يشمل الزواج الأزواج من نفس الجنس.
عينت الحكومة الاشتراكية الديمقراطية السابقة لجنة للتحقيق في احتمالات الزواج من نفس الجنس في السويد. تم طرح مشروع قانون في البرلمان السويدي في 21 يناير 2009، لجعل المفهوم القانوني للزواج محايداً للجنس. وقد تم تمرير مشروع القانون في 1 أبريل ودخل حيز التنفيذ في 1 مايو من نفس العام. وحصل مشروع القانون على تأييد جميع الأحزاب باستثناء الحزب المسيحي الديمقراطي وعضو واحد من حزب الوسط. حيث حصل مشروع القانون على 261 صوتاً مؤيداً و22 صوتاً معارضاً وامتنع 16 عن التصويت.
صوتت جمعية كنيسة السويد بتاريخ 22 أكتوبر 2009 (والتي لم تعد الكنيسة الوطنية، ولكن كانت موافقتها على مشروع قانون زواج المثليين مهمة ليؤدي القانون الجديد غرضه بسلاسة) بالأغلبية لصالح مباركة الكنيسة لزيجات المثليين، بما في ذلك استخدام مصطلح الزواج، في تصويت 176 لصالح ذلك وتصويت 62 ضده وامتناع 11 شخصا. لتصبح أول كنيسة مسيحية كبيرة في السويد تتخذ هذا الموقف من زواج المثليين.

## التبني وتنظيم الأسرة
منذ 1 فبراير/شباط 2003، أصبح للمثليين والمثليات ومزدوجي الميول الجنس والمتحولين جنسيا في شراكة مسجلة نفس حقوق التبني السويدية كالأزواج المغايرة المتزوجين (وهذا يشمل أيضًا حق التبني الفردي للمثليين والمثليات ومزدوجي الميول الجنس والمتحولين جنسيا. وفيما يتعلق بتبني الأجانب، تقول وزارة العدل: «فيما يتعلق بالتبني من الخارج، من المهم أن نكون حساسين ونعلم بأن البلدان التي تتعاون معها السويد غالباً ما تكون لها وجهة نظر مختلفة حول المثليين جنسياً والأبوة أو الأمومة المثلية. التعاون فيما بين البلدان في عمليات التبني يجب أن يستند إلى الثقة، وهذا يعني أنه يجب الالتزام بالقيود والشروط التي تضعها بلدان المنشأ.»
في 2015، تم التصويت على قانون جديد يسمح للزوجات المثليات بتلقي الإخصاب المساعد والتلقيح الاصطناعي في المستشفيات العامة.
لا يمكن تأجير الأرحام التجاري للأزواج المثليين من الذكور، وهو محظور وغير قانوني لجميع الأزواج بغض النظر عن التوجه الجنسي

## الهوية الجندرية والتعبير عنها
أصبحت القدرة على تغيير علامة الجنس في السويد بشكل قانوني متوافرة منذ عام 1972، عندما أصبحت السويد أول دولة في العالم تسمح للمتحولين جنسيًا بتصحيح جنسهم بشكل قانوني. ولكن هذا كان مسموحًا به فقط إذا استوفى المرء عدة معايير - كان على المرء أن يكون مواطناً سويديًا و 18 عامًا، غير متزوج (بعد الطلاق إذا لزم الأمر)، وقد عاش لمدة عامين على أنه الجنس الآخر. أعيد تقييم القانون في عام 2007، واقترحت متطلبات إزالة المتطلبات بوجوب كون الشخص حاملا للمواطنة السويدية، غير متزوج والتعقيم، وقدمت إلى وزير الشؤون الصحية والاجتماعية التابع للحزب الديمقراطي المسيحي. واستفسر كل من أمين المظالم السويدي والاتحاد السويدي للمثليات والمثليين ومزدوجي الميول الجنسية والمتحولين جنسيا عن مستقبل القانون الجديد المقترح. في عام 2013، تم رفع شرط التعقيم قبل أن يتمكن المرء من تصحيح جنس المرء بشكل قانوني، ورفع شرط الخضوع لجراحة إعادة تحديد الجنس، ولم يعد جزءًا من القانون. كان التعقيم جزءًا من القانون منذ عام 1972، ويعتقد أنه تم استخدامه على 500 شخص متحولين جنسياً.
في فبراير 2015، قدمت الحكومة مشروعي قانونين. الأول يسمح بتغيير الجنس القانوني دون أي شكل من أشكال التقييم النفسي ودون الحاجة كذلك إلى تشخيص أو أي نوع من التدخل الطبي. والثاني يسمح بإجراء جراحة إعادة تحديد الجنس إذا كان الشخص المتقدم بطلب لذلك قد قدم رأياً إيجابياً من طبيب نفسي.
في مارس/آذار 2017، أعلنت الحكومة أنها ستعوض ما يقدر بنحو 800 من المتحولين جنسياً الذين أُجبروا على الخضوع لجراحة لإعادة تحديد الجنس وتم تعقيمهم كي يتم تغيير جنسهم قانونياً. في أواخر مارس 2018، وافق البرلمان السويدي على هذه الخطوة. مبلغ التعويض هو 225000 كرونة سويدية (حوالي 21000 يورو/27,000 دولار أمريكي) للشخص الواحد.

## الحماية من التمييز

خريطة السويد مع علم فخر المثليين

يحظر دستور السويد التمييز على أساس «التوجه الجنسي». في عام 1987، تم تضمين التمييز ضد مثليي الجنس من الرجال والمثليات ومزدوجي الميول الجنسية في قسم قانون العقوبات الذي يتعامل مع التمييز على أساس العرق، إلخ. في عام 2008، أضيفت الهوية الجنسية والتعبير عنها إلى قانون التمييز الموحد الجديد الذي دخلت حيز التنفيذ في 1 يناير 2009. منذ عام 2002، يحظر الباب الخاص بالتمييز في الدستور التمييز على أساس الميول الجنسية.
حتى عام 2009، كان أمين المظالم السويدي لمناهضة التمييز على أساس التوجه الجنسي (بالسويدية: Ombudsmannen mot diskriminering på grund av sexuell läggning)، والذي يشار إليه عادة باسم "HomO"، هو المكتب السويدي لأمين المظالم ضد التمييز على أساس الميول الجنسية. توقف أمين المظالم ضد التمييز على أساس التوجه الجنسي في 1 يناير 2009؛ تم دمجه مع أمناء المظالم الآخرين ضد التمييز في هيئة جديدة: أمين مظالم التمييز. كما تم الاستعاضة عن القوانين التي كانت قائمة في السابق ضد التمييز بقانون جديد للتمييز.
تم استخدام مصطلح "HomO" للإشارة إلى المكتب وإلى لقب رئيس أمين المظالم الذي عينته الحكومة؛ كان هانز يتربيرج آخر HomO. حققت HomO في شكوى الأفراد ورفعت دعاوى نيابة عنهم، على سبيل المثال تم إجراء ناجح ضد صاحب مطعم في ستوكهولم قام بمضايقة زوجتين مثليتين. كان مكتب HomO هو المفتاح في اتخاذ عدد من المبادرات من تلقاء نفسه وتقديم المقترحات البرلمانية، مثل تقنين زواج المثليين.
في 16 مايو 2018، أضاف البرلمان السويدي «الهوية الجندرية والتعبير عنها» إلى القانون الخاص بجرائم الكراهية في البلاد، ودخل حيز التنفيذ في 1 يوليو 2018. وقد أضيف التوجه الجنسي في عام 2010.
وفي نفس اليوم، أضاف البرلمان أيضًا «الهوية الجندرية والتعبير عنها» إلى القانون الخاص بخطاب الكراهية في البلاد، وسيدخل حيز التنفيذ اعتبارًا من 1 يناير 2019. تم انتقاد قانون خطاب الكراهية في السويد لأنه«تم تطبيقه بشكل انتقائي»، حيث رفضت السلطات السويدية مقاضاة «إمام هالمستاد»، الذي وصف في عام 2015 أن المثلية الجنسية «فيروس». الإمام، وهو جهادي معروف وداعم لداعش، تمت حمايتها من قبل السلطات. وقد أدان الاتحاد السويدي للمثليات والمثليين ومزدوجي الميول الجنسية والمتحولين جنسيا هذه الخطوة التي أعربت عن مخاوفها من أن آرائه قد تنتشر في المجتمع الإسلامي الأوسع في السويد. يدعي محمد عمر، وهو مدون مسلم، أن السلطات تتغاضى عن رهاب المثلية في المجتمع المسلم السويدي، وأن وجهات نظر الإمام سائدة داخله.

## التبرع بالدم
في خريف عام 2008، اقترح المجلس الوطني للصحة والرعاية الاجتماعية أن الرجال الذين يمارسون الجنس مع الرجال يجب أن يصبحوا مؤهلين للتبرع بالدم، ولكن بعد فترة حجر صحي لمدة ستة أشهر بعد الجماع الجنسي. ورفض اقتراح سابق في عام 2006 للسماح للرجال الذين يمارسون الجنس مع الرجال للتبرع بالدم. من 1 مارس 2010، كان من المفترض أن يسمح للرجال الذين يمارسون الجنس مع الرجال بالتبرع بالدم، بعد عام من الامتناع عن ممارسة الجنس، لكن بنوك الدم رفضت القانون، مما تسبب في تأجيل القانون حتى 1 أكتوبر 2011 على أبعد تقدير. سمح لهم هذا بالتكيف مع اللوائح الجديدة. في نوفمبر 2011، صدرت تعليمات لجميع بنوك الدم في السويد بقبول التبرعات من قبل الرجال المثليين ومزدوجي الميول الجنسية، بشرط ألا يكونوا قد مارسوا الجنس لمدة عام واحد.

## الخدمة العسكرية
لا يوجد حظر على المثليين من الخدمة العسكرية. والسويد واحدة من البلدان القليلة على الصعيد العالمي التي تسمح صراحةً لجميع المثليين والمثليات ومزدوجي الميول الجنسية والمتحولين جنسيا بالخدمة علنا في الجيش. فضلاً عن كون السويد من بين أول بلدان العالم التي سمحت لهم بالخدمة. وقد سُمح في الواقع للرجال المثليين بالخدمة في القوات المسلحة حتى قبل قيام السويد بإلغاء تصنيف المثلية الجنسية كمرض عام 1979.
تقول القوات المسلحة السويدية بأنها تعمل بنشاط في بيئة لا يشعر فيها الأفراد بضرورة إخفاء توجهاتهم الجنسية أو هويتهم الجندرية. أطلقوا عام 2015 حملة فخر للمثليين تضم جندية ارتدت الزي العسكري مع شارة علم قوس قزح في ذراعها. تُترجم الحروف المكتوبة بالخط العريض إلى: «بعضُ الأشياءِ التي لا يجبُ عليكَ تمويهها»، ويتبعها النص «المساواةُ عنصرٌ مهم في الديمقراطيةِ». «نتعامل مع بعضنا البعض في الجيش باحترام ونرى اختلافاتنا كقوة. نحنُ منظمة شاملة حيث يجب أن يشعر جميع الذين يخدمون ويساهمون بالترحيبِ والاحترام».

## حراك حقوق المثليين في السويد

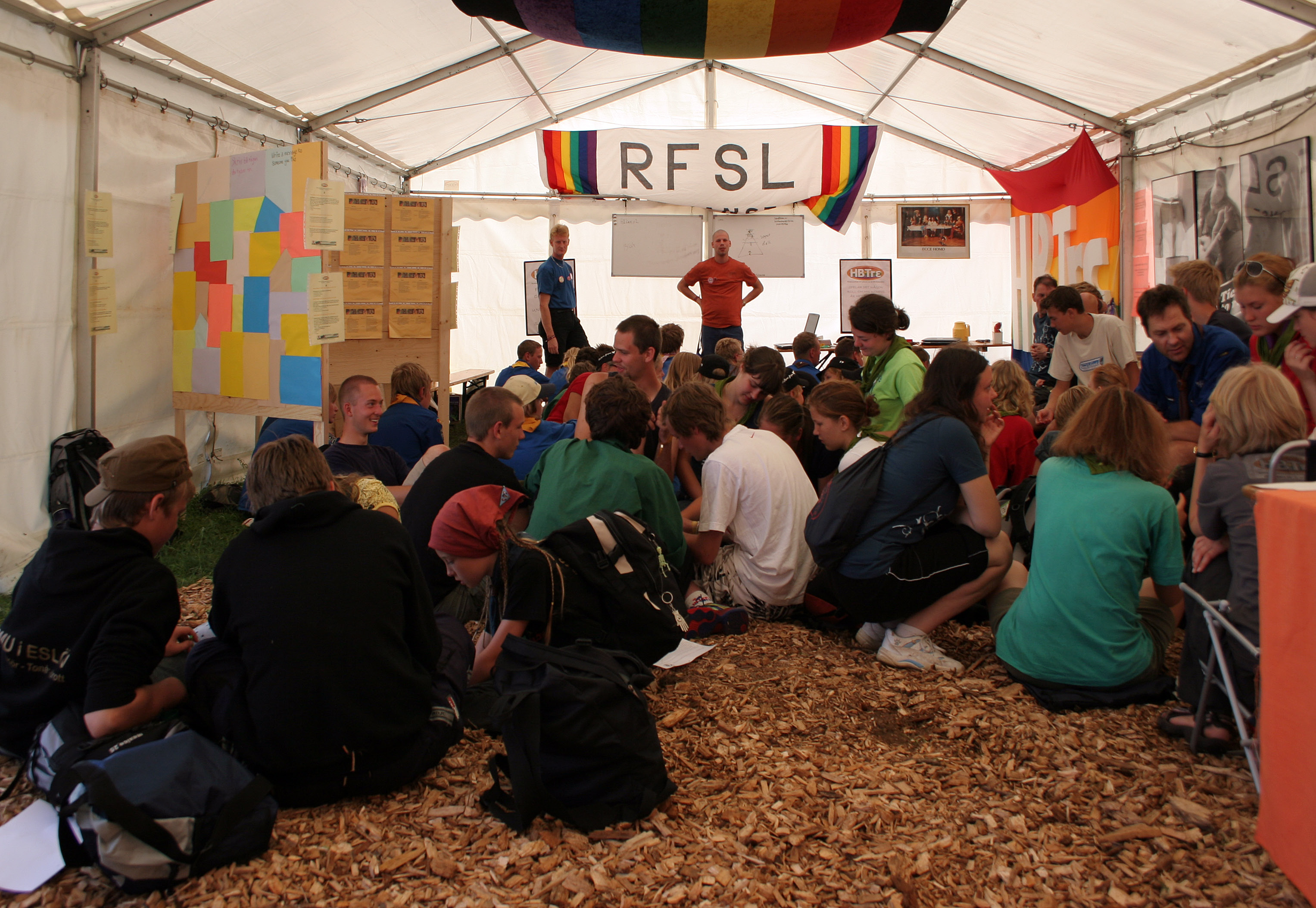
الاتحاد السويدي للمثليات والمثليين ومزدوجي الميول الجنسية والمتحولين جنسيا (RFSL) يعقد مؤتمر في رينكبي

الاتحاد السويدي للمثليات والمثليين ومزدوجي الميول الجنسية والمتحولين جنسيا (RFSL)، هي واحدة من أقدم المنظمات المثلية في العالم، نشأت في أكتوبر 1950 كفرع سويدي للاتحاد الدنماركي لعام 1948. وفي أبريل 1952، اعتمدت RFSL اسمها الحالي وأعلنت نفسها كمنظمة مستقلة. لديها حاليا 28 فرعا في جميع أنحاء السويد، من مدينة «بيتيا» في الشمال إلى مدينة مالمو في الجنوب، مع أكثر من 6000 عضو.
يعمل الاتحاد لصالح مجتمع المثليين من خلال الضغط السياسي، ونشر المعلومات، وتنظيم الأنشطة الاجتماعية والدعم. على الصعيد الدولي، يعمل الاتحاد مع المؤسسة الدولية للمثليين والمثليات والمزدوجين وثنائيي الجنس والمتحولين والمتحولات (ILGA) ويتعاون أيضًا مع منظمات مثلية أخرى في البلدان المجاورة.
يدير الاتحاد مراكز المشورة لكل من النساء والرجال في ستوكهولم، غوتنبرغ ومالمو. المقصود بالمشورة للأشخاص الذين يحتاجون إلى التحدث عن الإفصاح عن الميول المثلية، والجنس، وفيروس نقص المناعة البشرية / الإيدز والقضايا الصحية الأخرى، والعلاقات، وكذلك أولئك الذين يحتاجون إلى المساعدة في اتصالهم بالسلطات ومؤسسات الرعاية الصحية، أو الذين يحتاجون إلى مساعدة قانونية مع على سبيل المثال، اللجوء والوصية.
يتم استضافة العديد من مهرجانات ومسيرات فخر المثليين في السويد كل عام. فخر ستوكهولم هو أكبر وأقدم مهرجان، وتم تنظيمه سنويا منذ عام 1998. وفي السنوات اللاحقة، تم ترتيب مهرجانات ومسيرات الفخر في غوتنبرغ، مالمو وأوبسالا، ويتم استضافة مهرجنات ومسيرات فخر محلية أيضا في المجتمعات الصغيرة.

## الرأي العام

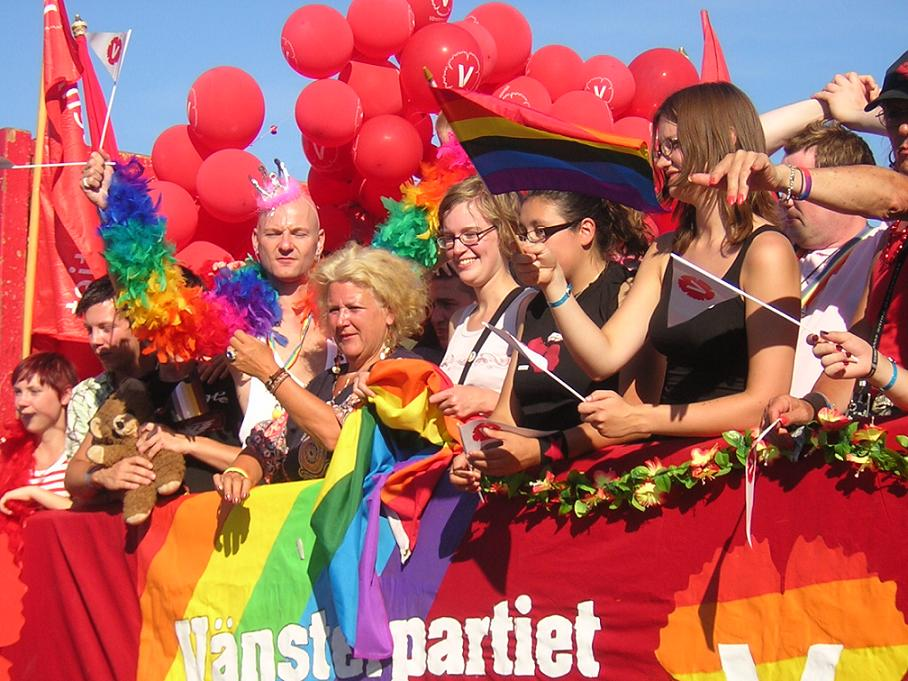
مسيرة فخر المثليين في استوكهولم. ويظهر في الصورة أعضاء من حزب اليسار

وفقا للمؤسسة الدولية للمثليين والمثليات والمزدوجين وثنائيي الجنس والمتحولين والمتحولات (ILGA)، فإن السويد هي واحدة من أكثر بلدان أوروبا الصديقة للمثليين، حيث سنّت البلاد تشريعات واسعة تضمن حماية حقوق مثليي ومثليات الجنس، بما في ذلك قانون مناهضة التمييز وتشريع زواج المثليين. أظهر استطلاع أجراه الاتحاد الأوروبي عام 2006 أن 71% من السويديين يؤيدون زواج المثليين. ووجد استطلاع رأي أجرته يوروباروميتر عام 2015 أن نسبة 90% من السويديين يعتقدون بوجوب السماح بزواج المثليين في جميع أنحاء أوروبا، فيما عارضه 7% ممن شملهم الاستطلاع.
نشرت بلانيت روميو، وهي شبكة اجتماعية للمثليين، أول مؤشر السعادة للمثليين (GHI) في شهر مايو من عام 2015. وسُئل الرجال المثليون من أكثر من 120 دولة حول شعورهم حيال نظرة مجتمعاتهم للمثلية الجنسية، وكيف يواجهون الطريقة التي يُعاملون بها من قبل أشخاص آخرين ومدى رضاهم عن حياتهم. احتلت السويد المرتبة الرابعة مع نتيجة بلغت 73 على مؤشر السعادة.

## ملخص
| الممارسة الجنسية من نفس الجنس                                                                     | (منذ عام 1944)                                               |
| المساواة في السن القانوني للنشاط الجنسي                                                           | (منذ عام 1972)                                               |
| القوانين المناهضة للتمييز في التوظيف                                                              | (منذ عام 1987)                                               |
| القوانين المناهضة التمييز في توفير السلع والخدمات                                                 | (منذ عام 1987)                                               |
| القوانين المناهضة للتمييز في جميع المجالات الأخرى (بما في ذلك التمييز غير المباشر، خطاب الكراهية) | (منذ عام 1987)                                               |
| القوانين المناهضة للتمييز المتعلقة بالهوية الجندرية                                               | (منذ عام 2009)                                               |
| يشتمل قانون جريمة الكراهية على الميول الجنسية والهوية الجندرية                                    | (منذ عام 2010 للتوجه الجنسي ومنذ عام 2018 للهوية الجندرية)   |
| زواج المثليين                                                                                     | (منذ عام 2009)                                               |
| الاعتراف القانوني بالأزواج من نفس الجنس                                                           | (منذ عام 1995)                                               |
| تبني أحد الشريكين للطفل البيولوجي للشريك الآخر                                                    | (منذ عام 2003)                                               |
| التبني المشترك للأطفال من قبل الأزواج المثلية                                                     | (منذ عام 2003)                                               |
| يسمح للمثليين والمثليات ومزدوجي الميول الجنسية والمتحولين جنسيا الخدمة علنا في الجيش              | (منذ عام 1976)                                               |
| الحق في تغيير الجنس القانوني                                                                      | (منذ عام 1972، دون التعقيم منذ عام 2013)                     |
| الوصول إلى التلقيح الاصطناعي للمثليات والأبوة أو الأمومة التلقائية للطفل بعد الولادة              | (منذ عام 2005)                                               |
| تأجير الأرحام التجاري للأزواج المثليين من الذكور                                                  | (محظور وغير قانوني لجميع الأزواج بغض النظر عن التوجه الجنسي) |
| حظر علاج التحويل على القاصرين                                                                     | No                                                           |
| إزالة تصنيف المثلية الجنسية كمرض                                                                  | (منذ عام 1979)                                               |
| إزالة تصنيف التحول الجنسي كمرض                                                                    | (منذ عام 2017)                                               |
| يسمح للرجال الذين قاموا بعلاقات جنسية مع رجال بالتبرع بالدم                                       | / (بعد فترة تأجيلية لمدة عام واحد من عدم ممارسة الجنس)       |

## وصلات خارجية
- الموقع الرسمي لمكتب HomO (بالإنجليزية)